# セトメ・ライフル
セトメ・ライフル (CETME) は、スペインの特殊素材技術研究センター（CETME, セトメ）が1949年に開発した自動小銃あるいはアサルトライフルである。

## 概要
グアルディア・シビルやスペイン全軍で1956年から1999年まで採用されていた。
標準モデルであるA型のほか、大きく分けて7種の派生型がある。また、ドイツ・ヘッケラー&コッホ社（H&K）が製造しているG3突撃銃の直接の原型としても知られる。

## 歴史
1949年、スペイン政府当局の要請により、マドリードのセトメにて新形突撃銃の設計が開始された。この際に設計グループの中心人物となったのが、第二次世界大戦中にドイツ・オーベルンドルフのモーゼル社軽火器設計班に勤務し、StG45の設計に携わっていたルートヴィヒ・フォルグリムラー博士である。
最初に7.92x33mm弾を使用する2種類の試作品、すなわち1型（Modell 1）と2型（Modell 2）が設計された。その後、改めて使用弾の選定が行われ、高初速・弱反動を意図した軽量アルミニウム弾頭を用いたスペイン独自の7.92x41mm弾、次いで7.62x51mm NATO弾を使用する試作品が設計された。これに続き、外形は7.62x51mm NATO弾と同じだが、7.92x41mm弾のテスト結果を反映させた独自の軽量弾頭・弱装弾も設計されている。1956年、標準モデルであるセトメA型（Modell A）の製造がサンタバーバラ国営企業にて始まった。
1958年より製造が始まったB型（Modell B）または58型（Modell 58）と呼ばれるモデルは小銃擲弾発射器の取り付けなど細部の改良を施したものであった。その後まもなくオランダのカルトホルン武器弾薬製造社（Wapens & Munitiefabrik de Kruithoorn）がライセンスを取得して生産を開始するが、最終的にH&K社により買収され、同社ではB型を元にG3突撃銃の設計を行った。
C型（Modell C）はNATO標準弾を使用できるように再設計すると共に細部を改良したモデルで、1960年代に生産が始まった。
D型（Modell D）、E型（Modell E）は共に照準器および装填口の変更、プラスチック製ハンドガードなどの改良を施したモデルだったが、量産には至らなかった。
1981年、スペイン軍では5.56x45mm NATO弾の採用を決定し、新たな銃器の選定を開始した。これを受けてセトメでは1985年にL型（Modell L）を発表し、スペイン全軍における全てのセトメ・ライフルをL型に更新した。これらは共にC型に基づいた設計で、開発の背景にはドイツのG41、ベルギーのFNC、アメリカのM16などの影響があるとされる。反動を効率よく受け止める為に銃床の位置はやや高くされ、弾倉装填口は下方に延長されている。レシーバーやボルトキャリアの断面は従来モデルとは異なり、角ばった形状である。その他にもいくつかの外装上の改良が加えられているほか、フルオート射撃の代わりに3点バースト射撃の機能を搭載する輸出型なども設計された。
L型と同時に発表されたLC型（Modell LC）は、車両搭乗員や特殊部隊による使用を想定したカービン・モデルである。伸縮式銃床を備え、小銃擲弾発射器や着剣装置などが省略されている。弾倉は5/20/30発着脱式箱型弾倉が用意されているほか、STANAG マガジンの規格に沿った他社製の弾倉も使用できる。L型に暗視装置を取り付けたLV型と呼ばれる派生型もある。
1999年、スペイン全軍における標準小銃がH&K社のG36小銃に更新され、全てのセトメ・ライフルは現役を退いた。

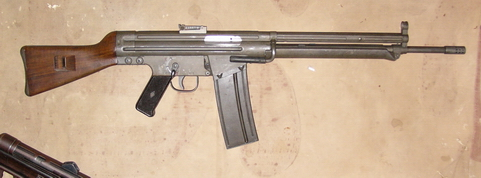
セトメA2型。
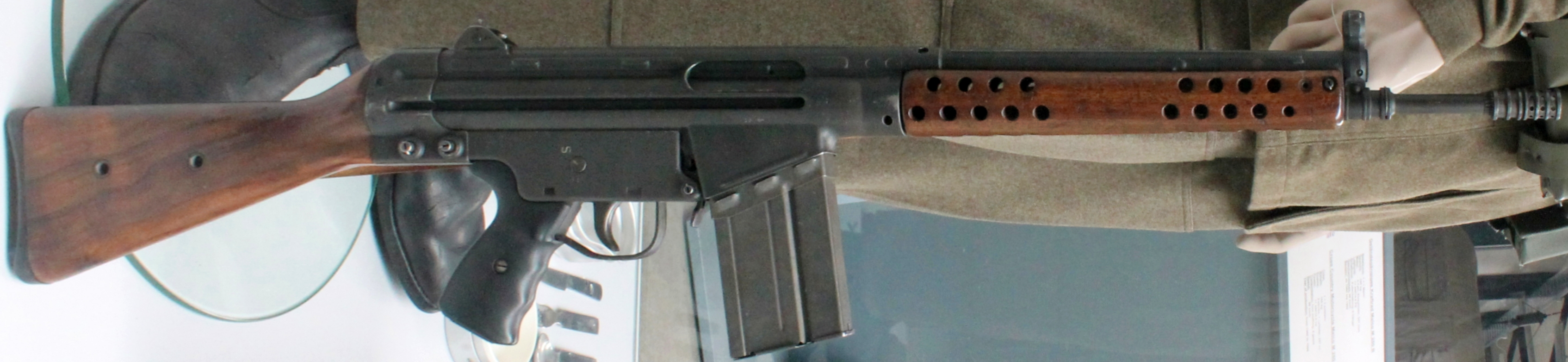
最初期型のドイツ製G3小銃。セトメB型を原型とする。
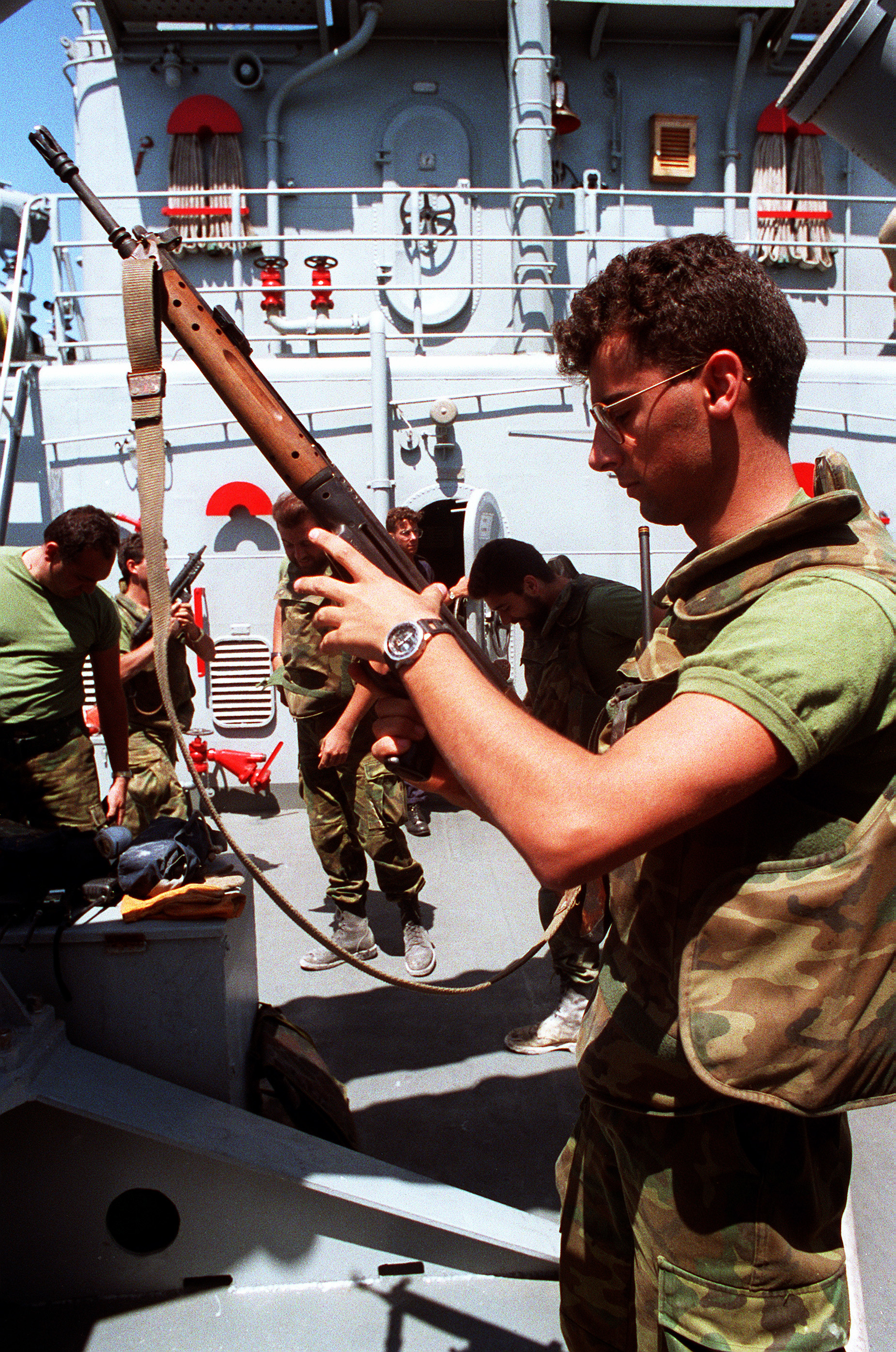
セトメC型を手にするスペイン海軍の水兵。
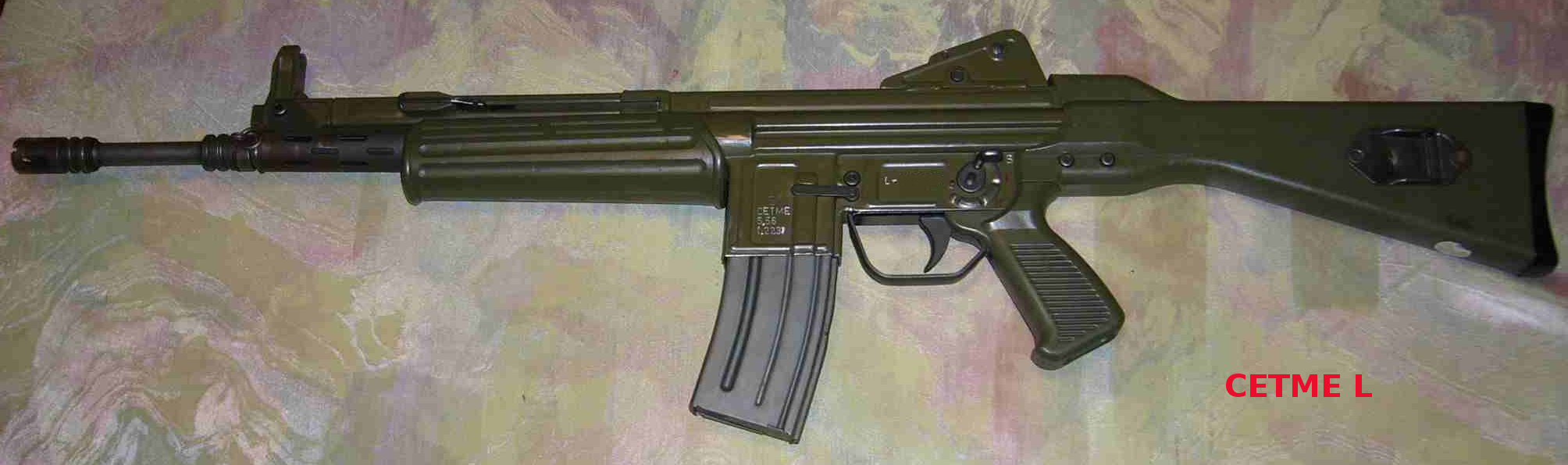
セトメL型。

## 派生型の一覧
| 型式名 | 導入年   | 口径              | 有効射程 | 初速    | 発射速度  | 全長                        | 銃身長 | 弾倉を除く重量 | 主な変更点                                                                                           |
| ------ | -------- | ----------------- | -------- | ------- | --------- | --------------------------- | ------ | -------------- | --- |
| A1, A2 | 1956年   | 7.62x51mm CETME弾 | 600 m    | 760 m/s | 550 S/min | 970 mm                      | 435 mm | 4.25 kg        | |
| B      | 1958年   | 7.62x51mm CETME弾 | 600 m    | 760 m/s | 550 S/min | 1,000 mm                    | 450 mm | 4.85 kg        | 小銃擲弾発射器の追加。                                                                               |
| C      | 1965年頃 | 7.62x51mm NATO弾  | 600 m    | 780 m/s | 600 S/min | 1,015 mm                    | 450 mm | 4.20 kg        | G3突撃銃のものを元にした新形の閉鎖機、調整可能な照準器を導入。暗視装置、二脚などのオプションの追加。 |
| D, E   | 1965年   | 7.62x51mm NATO弾  | 600 m    | 780 m/s | 600 S/min | 1,015 mm                    | 450 mm |                | 少数生産。新形照準器、装填部の改良、プラスチック製のハンドガードおよび銃床の導入。                   |
| L      | 1985年   | 5.56x45mm NATO弾  |          | 920 m/s | 750 S/min | 925 mm                      | 400 mm | 3.40 kg        | 口径変更、銃床改良、プラスチックないし金属製のハンドガード、STANAG規格弾倉の使用。                   |
| LC     | 1985年   | 5.56x45mm NATO弾  |          | 850 m/s | 750 S/min | 665 mm （銃床展開時860 mm） | 320 mm |                | 伸縮式銃床の追加。小銃擲弾発射器および着剣装置の除去。                                               |
| LV     |          | 5.56x45mm NATO弾  |          | 920 m/s | 750 S/min | 925 mm                      | 400 mm |                | 暗視装置および各種光学照準器の取付基部の追加。                                                       |